# Žasmin Kapralova
Žasmin Kapralova (in bulgaro Жасмин Капралова?; Sofia, 28 gennaio 1965) è un'ex cestista bulgara.

## Carriera
Con la Bulgaria ha disputato i Campionati europei del 1991.